# Majar
Majarowie (qya. Maiar, lp. Maia) – postacie ze stworzonej przez J.R.R. Tolkiena mitologii Śródziemia.
Majarowie to pomniejsi z Ainurów, anielskich duchów stworzonych przez Eru, którzy zstąpili na Ardę, by służyć i pomagać potężniejszym Ainurom – Valarom – w kształtowaniu jej oblicza. Byli znacznie liczniejsi niż Valarowie. Znane są imiona tylko niektórych.
Imiona wszystkich Majarów pochodzą z quenyi.

## Majarowie znani z imienia

### Ariena
Jest duchem ognistym, podobnie jak Balrogowie, jednak w przeciwieństwie do nich nie dała się zwieść Morgothowi. Była służebnicą Vány. Oczy ma tak jasne, że nawet Eldarowie nie mogli w nie prosto patrzeć, gdy zaś zrzuca fizyczną formę, wygląda jak straszliwy płomień. Kiedy istniały jeszcze Dwa Drzewa, zraszała kwiaty w ogrodach Vany rosą z Laurelinu. Po ich zniszczeniu została wybrana przez Valarów do kierowania Anarem.

### Eönwë
Najpotężniejszym w walce Majarem jest Eönwë, chorąży i herold Manwego. Dowodził Armią Valarów w Pierwszej Erze i to on poprowadził siły Valinoru przeciw Morgothowi w Wojnie Gniewu. Po tym zwycięstwie próbował nakłonić Saurona, by odpokutował swoje winy, lecz wymagałoby to ukorzenia przed samymi Valarami, na co przyszły władca Mordoru się nie zdobył.

### Ilmarë
Ilmarë jest służebnicą Vardy, należy do najpotężniejszych Majarów.

### Meliana
Służy Vairë i Estë. Pierwotnie mieszkała w Valinorze, lecz gdy obudzili się Quendi, przybyła do Śródziemia. Tam zakochała się w królu Sindarów Elwem i wraz z nim rządziła królestwem Doriathu, które otoczyła magiczną Obręczą, by chronić je przed wrogami. Gdy do Śródziemia przybyli Ñoldorowie, była nauczycielką Galadrieli. Po śmierci Thingola w 503 roku Pierwszej Ery powróciła ze Śródziemia do Valinoru, gdzie opłakiwała śmierć męża i córki, Lúthien.
Pełne jej imię, Melyanna, znaczy Dająca miłość.

### Ossë
Służy Ulmowi, jest mężem Uineny. Tych dwoje Dzieci Ilúvatara znają najlepiej. Ossë od morskich głębi woli wybrzeża i wyspy, lubi także wiatry i wzbudza sztormy. Stąd uważany jest za nieprzewidywalnego.
Podczas kształtowania Ardy Melkor próbował przeciągnąć go na swoją stronę i obiecał mu, że zajmie miejsce Ulma. Przez pewien czas na Ziemi trwały nieustannie sztormy, aż Uinena na prośbę Aulego zaprowadziła męża do Ulma, który przebaczył Ossemu. Od tej pory Ossë dochowuje wierności Ulmowi, jednak czasem na własną rękę rozpętuje burze.
Ossë zaprzyjaźnił się z Telerimi i nauczył ich budowy statków. Za jego radą Ulmo zakotwiczył Tol Eressëę blisko Amanu. To on wydźwignął Elennę. Jego imię w sindarinie brzmi Gaerys.

### Salmar
Przybył na Ardę wraz z Ulmem i wykonał dla niego Ulumúri – rogi z białej muszli.

### Tilion
Jest myśliwym, sługą Oromego. Uwielbia srebro i ma właśnie z niego zrobiony łuk. Odpoczywał w Lorien, przy sadzawkach Estë, śniąc w świetle Telperiona. Kieruje Isilem. Zawsze podążał za Arieną, tak bardzo pociągało go jej piękno. Potem Valarowie postanowili, że tylko przez krótki czas będą oni razem w powietrzu i tak oto powstały ponownie dzień i noc.
Jego imię znaczy Rogaty.

### Uinena
Żona Ossego, zwana Panią Mórz, służebnica Ulma. Opiekuje się wodnymi stworzeniami i roślinami. Powstrzymuje Ossego przed wzbudzaniem sztormów, dlatego zwracają się do niej marynarze. Númenorejczycy długo żyli pod jej opieką czcili ją nie mniej niż Valarów.

### Istari
Miano to w quenyi oznacza Mędrcy. Według legend byli posłani przez Valarów, aby wsparli przeciwników Saurona. Zabroniono im jednak walczyć tą samą, co Sauron bronią i zdobywać władzę nad elfami lub ludźmi przemocą lub strachem.
Istari, określani w Westronie jako czarodzieje, przybyli na Śródziemie ok. 1000 roku Trzeciej Ery.
Każdy z nich, jako Majar, dysponował pierwotnie mocą porównywalną z mocą Saurona, jednak ich misja wymagała od nich ukrycia swojej natury. Istari przybrali postać krzepkich starców. Każdy z nich nosił określony kolor szat, a ich moc zogniskowana była w laskach.

#### Curumo
Najpotężniejszy z Istarich, długo służył Aulemu, lecz wskutek zdrady został wygnany poza obręb świata.

#### Olórin
Jego inne imię to Gandalf. Służy Manwemu i Vardzie, jest najmądrzejszym z Majarów, uczniem Nienny. Mieszka w ogrodach Irma.

#### Aiwendil
Służy Yavannie. W Śródziemiu był znany jako Radagast Brązowy (Bury). Imię to pochodziło z języka adûnaickiego i znaczyło Opiekun zwierząt – przydomek Brązowy (pogardliwie nazwany przez Sarumana Bury) pochodzi od koloru jego płaszcza.
Wyróżniał się rozległą wiedzą na temat roślin i zwierząt. Prawdopodobnie brał udział w obradach Białej Rady. Nie brał świadomie udziału w Wojnie o Pierścień (nieświadomie przyczynił się zarówno do uwięzienia Gandalfa, jak i jego uwolnienia), choć podejrzewa się, że pojawianie się orłów w niektórych momentach jest jego zasługą. Uważa się, że nie wypełnił on swojego zadania jako Istar, gdyż zbytnio skoncentrował się na roślinach i zwierzętach.
Po zakończeniu Trzeciej Ery nie pożeglował z elfami do Valinoru, nie znamy jego dalszych losów (na podstawie cytatu z Niedokończonych Opowieści: Tylko jeden wrócił. Pozostali nigdy za człowieczych rządów nie ujrzą Śródziemia, aż Dagor Dagorath dopełni wyroku, podejrzewa się więc, że zginął w czasie Wojny o Pierścień).
Jednakże nie jest to pewne. Christopher (syn J.R.R. Tolkiena) po wielu latach spędzonych na porządkowaniu zapisków i listów swego ojca stwierdził, że pod koniec życia Tolkien zmienił podejście do Radagasta. Pisał, że pomoc w obaleniu Saurona nie była jego jedynym zadaniem. Został wybrany przez Yavannę, która zleciła mu także inną misję. Radagast został wysłany także po to, aby opiekować się roślinami i zwierzętami  Śródziemia. Yavanna jeszcze przed przyjściem na świat Pierworodnych (Elfów) samotnie przechadzała się po Śródziemiu i leczyła rany zadane światu przez Melkora. Zawsze troszczyła się o Krainy Zewnętrzne i jako jedna z ostatnich Valarów przeniosła się za morze do Valinoru. Bojąc się o to, co zrobią z jej dziełami ludzie, krasnoludy a przede wszystkim Sauron postanowiła wysłać do Śródziemia strażnika, który będzie zamiast niej troszczył się o rośliny i zwierzęta. To wyjaśnia, dlaczego Radagast nie wrócił po pokonaniu Saurona z Gandalfem do Amanu. Zadaniem Radagasta jest aż do końca świata strzec kelvarów i olvarów. Życie roślin i zwierząt Śródziemia stało się jego życiem. Biorąc pod uwagę to, w jaki sposób ludzie traktują naturę nie należy się dziwić, że nastanie Ery panowania Człowieka nie przekonało Radagasta, że przyroda Śródziemia nie jest już zagrożona i że może udać się do Valinoru. Coraz mniejsza liczba żyjących w Śródziemiu elfów i entów zdaje się jedynie potwierdzać hipotezę, że Radagast musiał zostać i dalej strzec flory i fauny Śródziemia.
Nie jest pewne, czy imię Radagast zostało zainspirowane przez słowiańskie bóstwo Radogosta czy przez Gota Radagaista – przywódcę nieudanej wyprawy na Italię w początkach V w. Podejrzewa się również korzenie anglosaskie: rudy – czerwonobrązowy i gaist – duch.
Imię Aiwendil oznacza Przyjaciel ptaków.
Miał siedzibę w Rhosgobel (sin. (Brunatne miasto, dosł. Brunatny ogrodzony teren; Westron: Brownhay).  Rhosgobel leżało blisko południowego skraju Mrocznej Puszczy, w dolinie Anduiny. K.W. Fonstad w swoim Atlasie Śródziemia lokalizuje Rhosgobel w pobliżu zachodniego wylotu Starej Leśnej Drogi, wiodącej przez Mroczną Puszczę, zaś A. Kubala - dalej na południe, w pobliżu Dol Guldur.
W ekranizacji Hobbita w reżyserii Petera Jacksona w rolę Aiwendila wcielił się brytyjski aktor Sylvester McCoy.
Nawiązanie do tej postaci znajduje się w piosence zespołu fantasy metalowego Battlelore pod tytułem Third Immortal z albumu The Last Alliance.

#### Alatar i Pallando
Alatar był sługą Oromego, Pallando – Mandosa i Nienny (według wcześniejszej koncepcji – Oromego).
Nazywani byli Błękitnymi czarodziejami (ang. Blue Wizards, sind. Ithryn Luin). Są wzmiankowani we Władcy Pierścieni, gdzie Saruman wspomina, że jest pięciu czarodziejów.
W jednym ze swych listów Tolkien wspomina, że ci dwaj czarodzieje wybrali się na wschód i zapewne zawiedli w swej misji oraz prawdopodobnie zapoczątkowali tam magiczne kulty. Zarzucił jednak tę koncepcję w tekście napisanym w ostatnich latach życia. Są w nim podane imiona, pod którymi znani byli w Śródziemiu – Morinehtar i Rómestámo (Pogromca Ciemności i Pomocnik Wschodu). Przybyli oni do Śródziemia nie podczas Trzeciej Ery, lecz podczas Drugiej, około roku 1600, w czasach, gdy wykuty został Jedyny Pierścień. Ich misją na wschodzie było osłabienie sił Saurona. W tej wersji jednakże czarodzieje nie zawiedli i odegrali ważną rolę, przyczyniając się do zwycięstw Zachodu pod koniec zarówno Drugiej, jak i Trzeciej Ery.

## Upadli Majarowie
Niektórzy z Majarów stali się sługami upadłego Valara, Melkora. Byli to między innymi Sauron (pierwotnie sługa Aulego) oraz Balrogowie.